# GraalVM
GraalVM은 핫스팟/OpenJDK 기반의 자바로 구현된 자바 VM이자 JDK이다. 빠른 시작과 낮은 메모리 푸트프린트를 위한 자바 애플리케이션들의 AOT 컴파일 등 추가 프로그래밍 언어들과 실행 모드들을 지원한다.
운영용으로 준비된 최초 버전 GraalVM 19.0이 2019년 5월 출시되었다.